# Danh sách danh nhân thời Phục Hưng
Dưới đây là danh sách những nhân vật tiêu biểu của thời Phục Hưng:

## Họa sĩ, kiến trúc sư
- Benedykt from Sandomierz
- Bartolommeo Berrecci
- Alonso Berruguete
- Pedro Berruguete
- Giotto di Bondone
- Hieronymus Bosch
- Sandro Botticelli
- Donato Bramante
- Andrea Pisano
- Jean Bullant
- Agnolo Bronzino
- Pieter Brueghel the Elder
- Palma il Vecchio
- Palma il Giovane
- Pieter Brueghel the Younger
- Jan Brueghel the Elder
- Jan Brueghel the Younger
- Filippo Brunelleschi
- Juan de Castillo
- Androuet du Cerceau
- Jean Clouet
- François Clouet
- Leonardo da Vinci
- Philibert Delorme
- Donatello
- Albrecht Dürer
- Hans Dürer
- Jean Fouquet
- Rosso Fiorentino
- Francesco Fiorentino
- Piero della Francesca
- Marcus Gheeraerts
- Lorenzo Ghiberti
- Giorgione
- Giotto di Bondone
- George Gower
- Benozzo Gozzoli
- El Greco
- Jean Goujon
- Juan de Herrera
- Nicholas Hilliard
- Hans Holbein the Younger
- Inigo Jones
- Conrad Faber von Kreuznach
- Pierre Lescot
- Fra Filippo Lippi
- Pedro Machuca
- Andrea Mantegna
- Michelangelo
- Luis de Morales
- Bernardo Morando
- Isaac Oliver
- Philibert de l'Orme
- Andrea Palladio
- Sebastian del Piombo
- Bernard Palissy
- Germain Pilon
- Antonio Pisanello
- Jacone Puligo
- Giovanni Baptista di Quadro

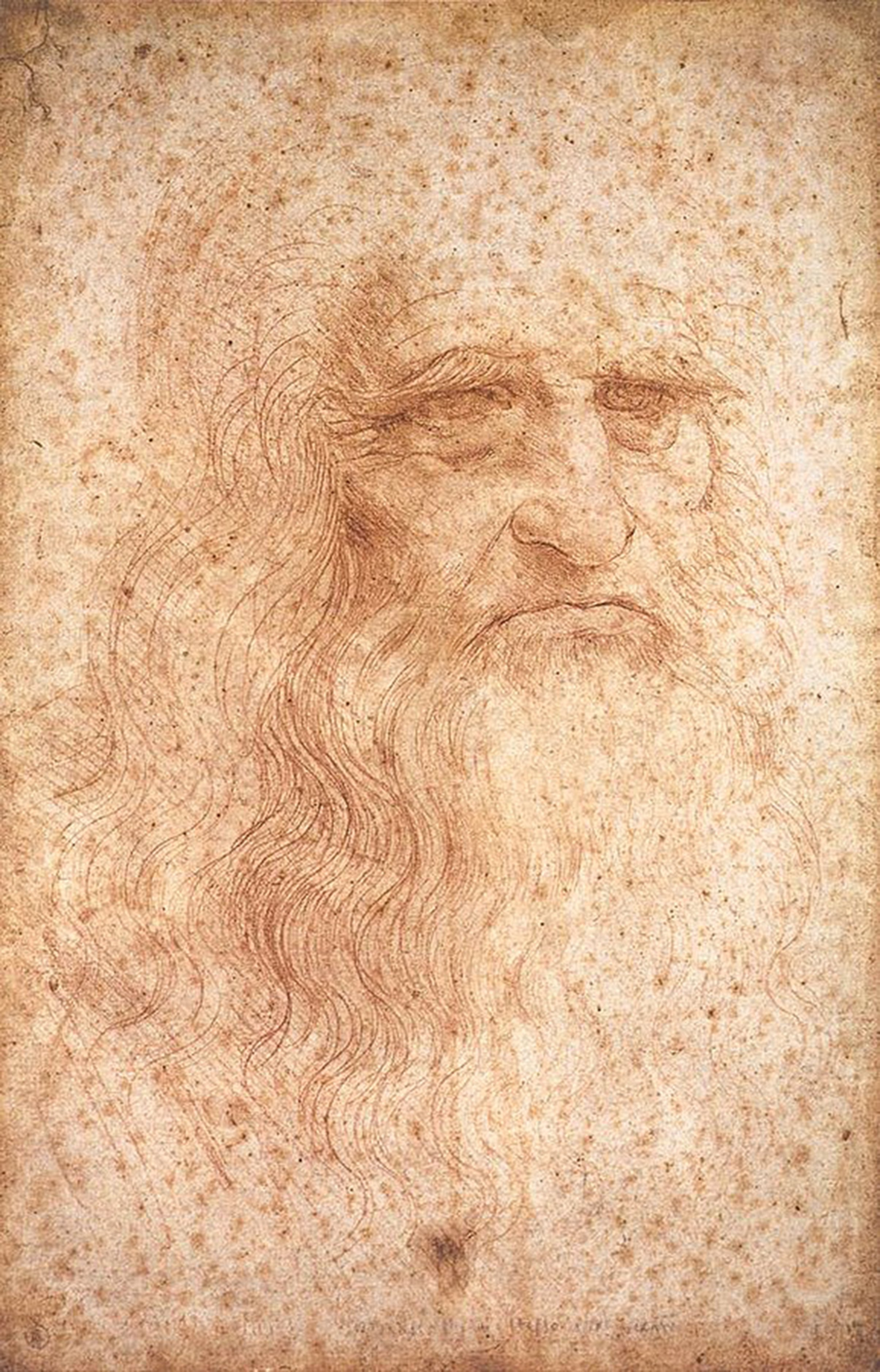
Leonardo da Vinci

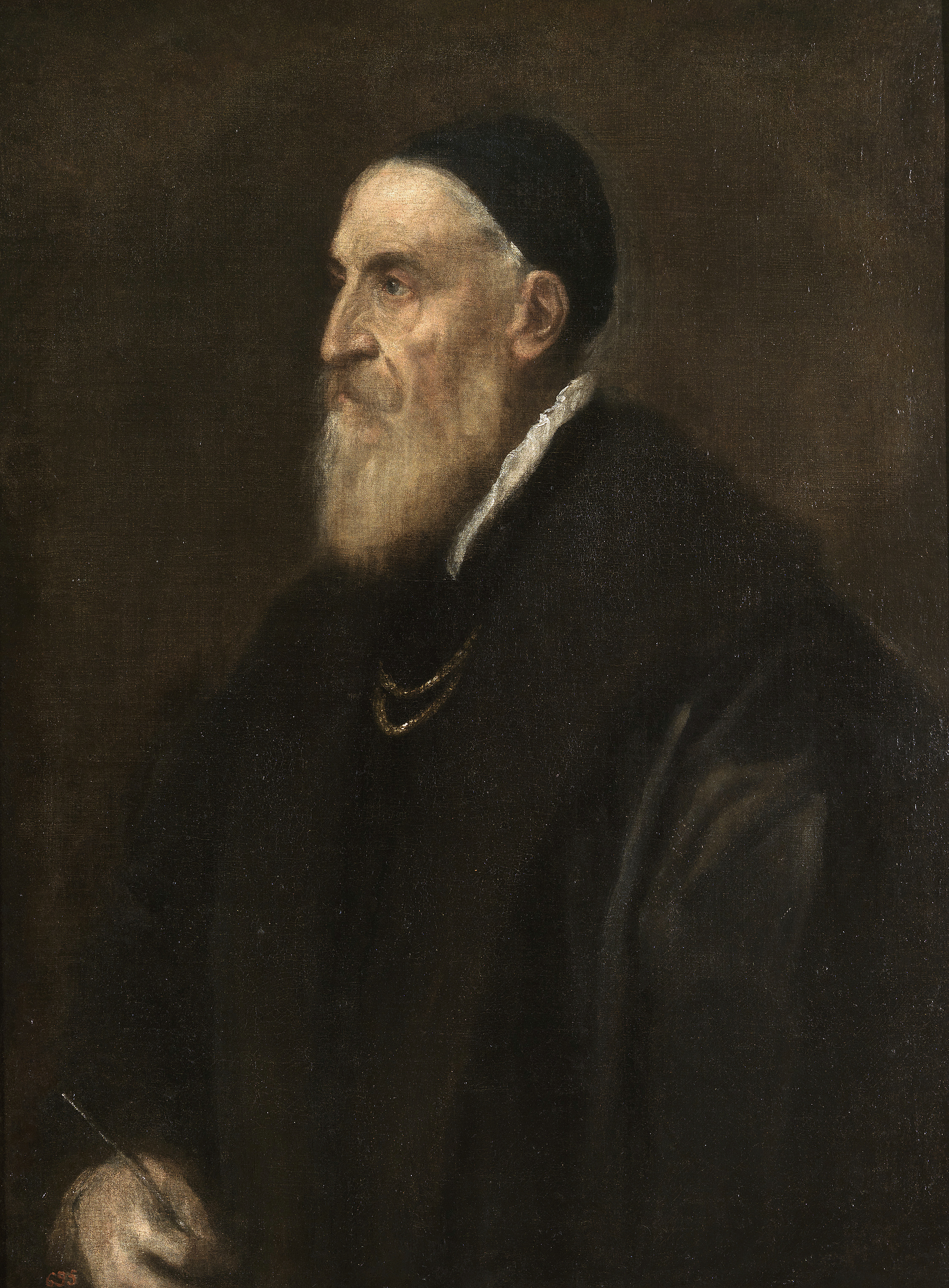
Tizian

Albrecht Dürer

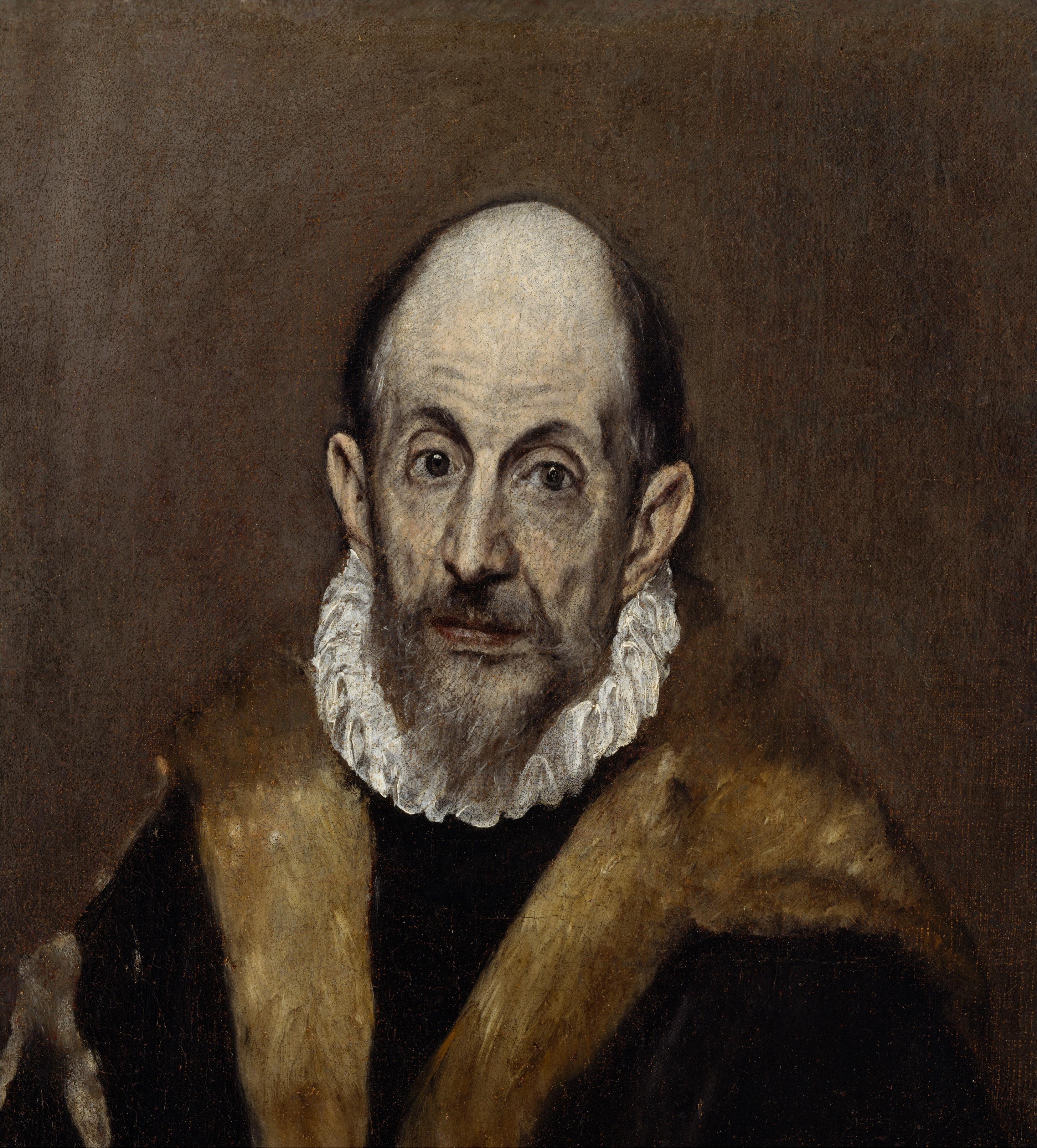
El Greco

- Raphael (Raffaello Sanzio da Urbino)
- Jan van Eyck
- Jan Polack
- Francesco Primaticcio
- Stanislaw Samostrzelnik
- Sebastiano Serlio
- Diego Siloe
- Il Sodoma
- Tintoretto
- Titian
- Juan Bautista de Toledo
- Andres de Vandelvira
- Paolo Veronese
- Rogier van der Weyden
- Andreas Vesalius

## Nhà toán học

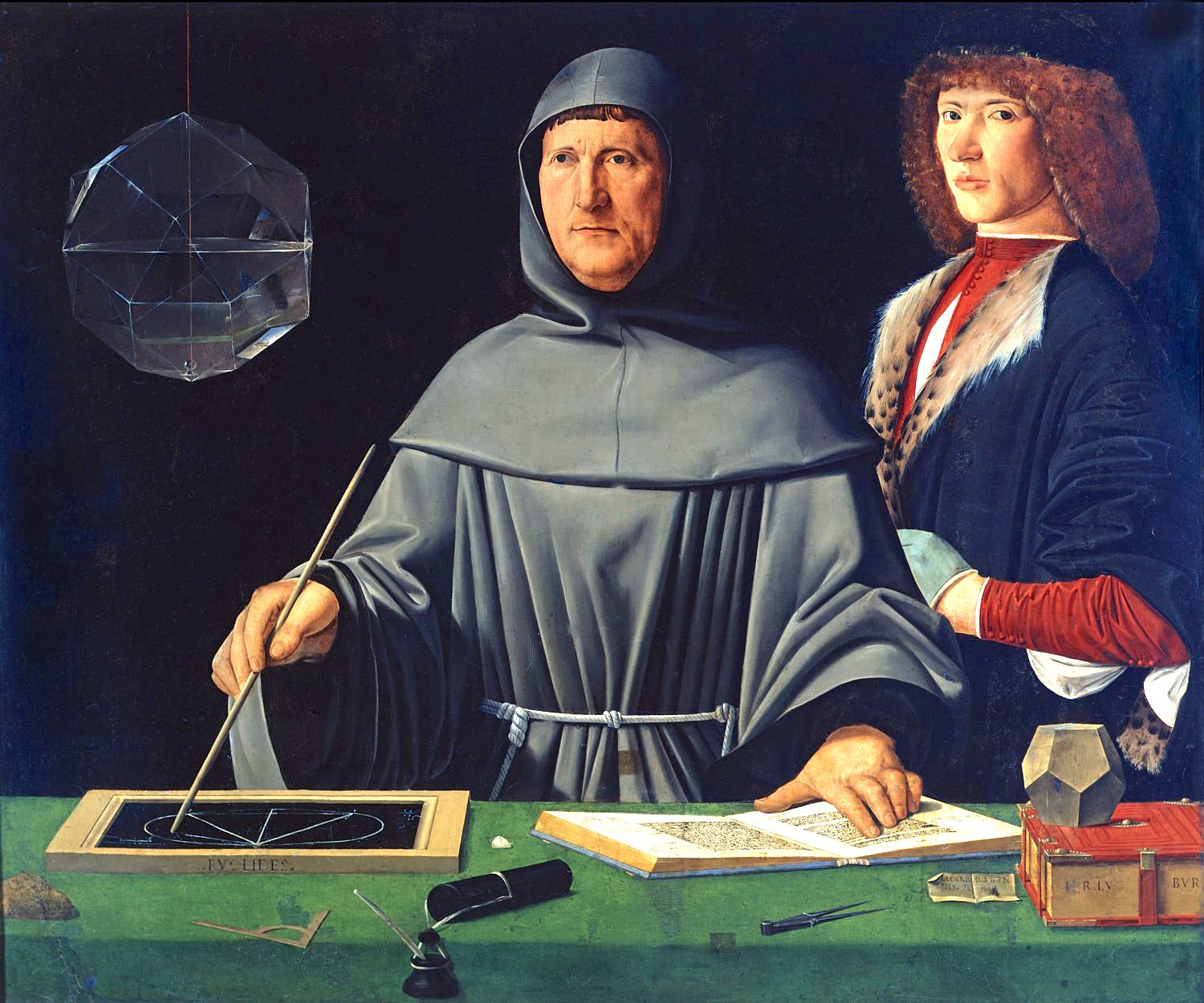
Luca Pacioli.

- Isaac Newton
- Petrus Apianus
- François d'Aguilon
- Gerolamo Cardano
- Gemma Frisius
- Galileo Galilei
- Marin Getaldić
- Johannes Kepler
- Guidobaldo del Monte
- John Napier
- Pedro Nunes
- William Oughtred
- Luca Pacioli
- Robert Recorde
- Niccolò Fontana Tartaglia
- René Descartes

## Nhà văn

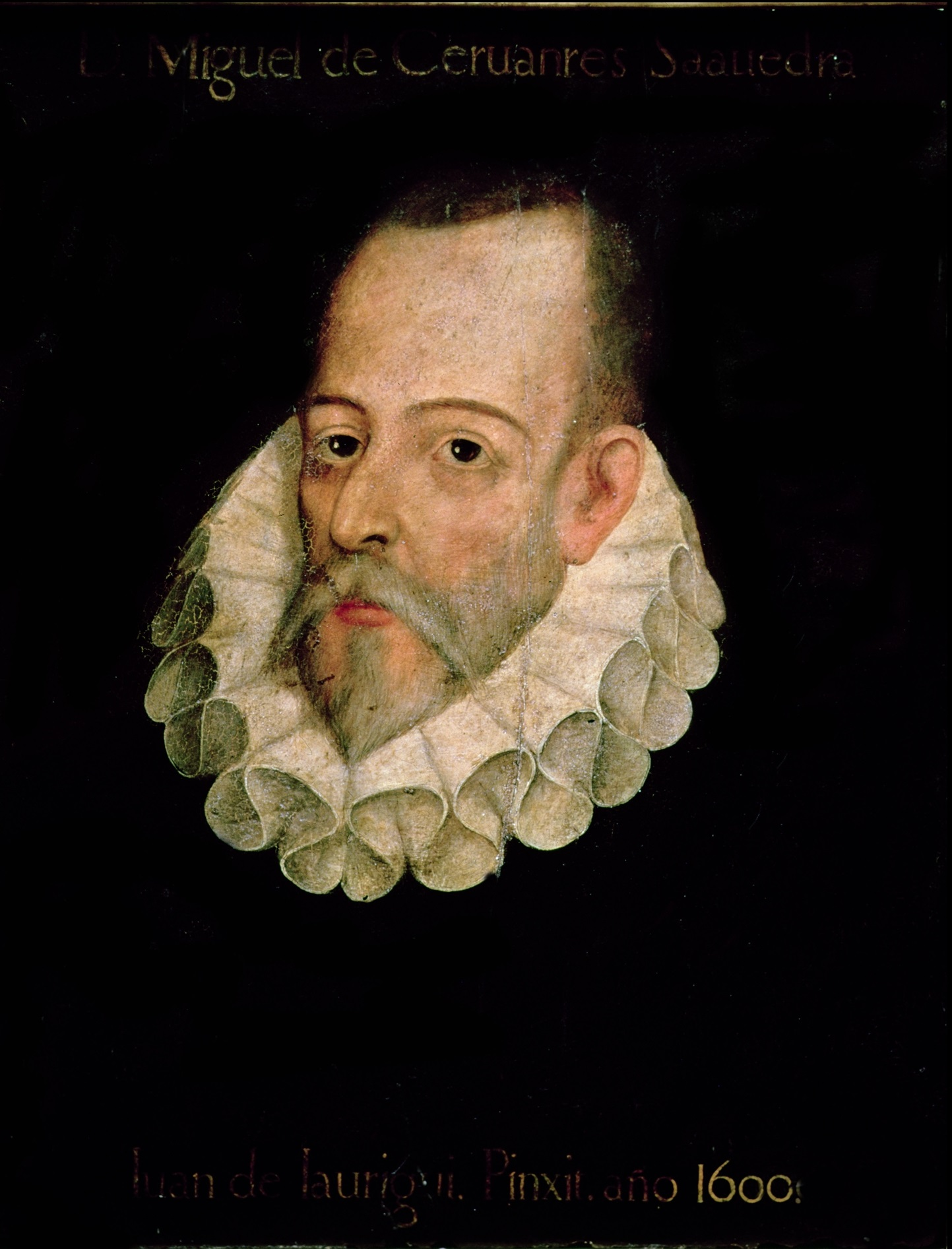
Miguel de Cervantes

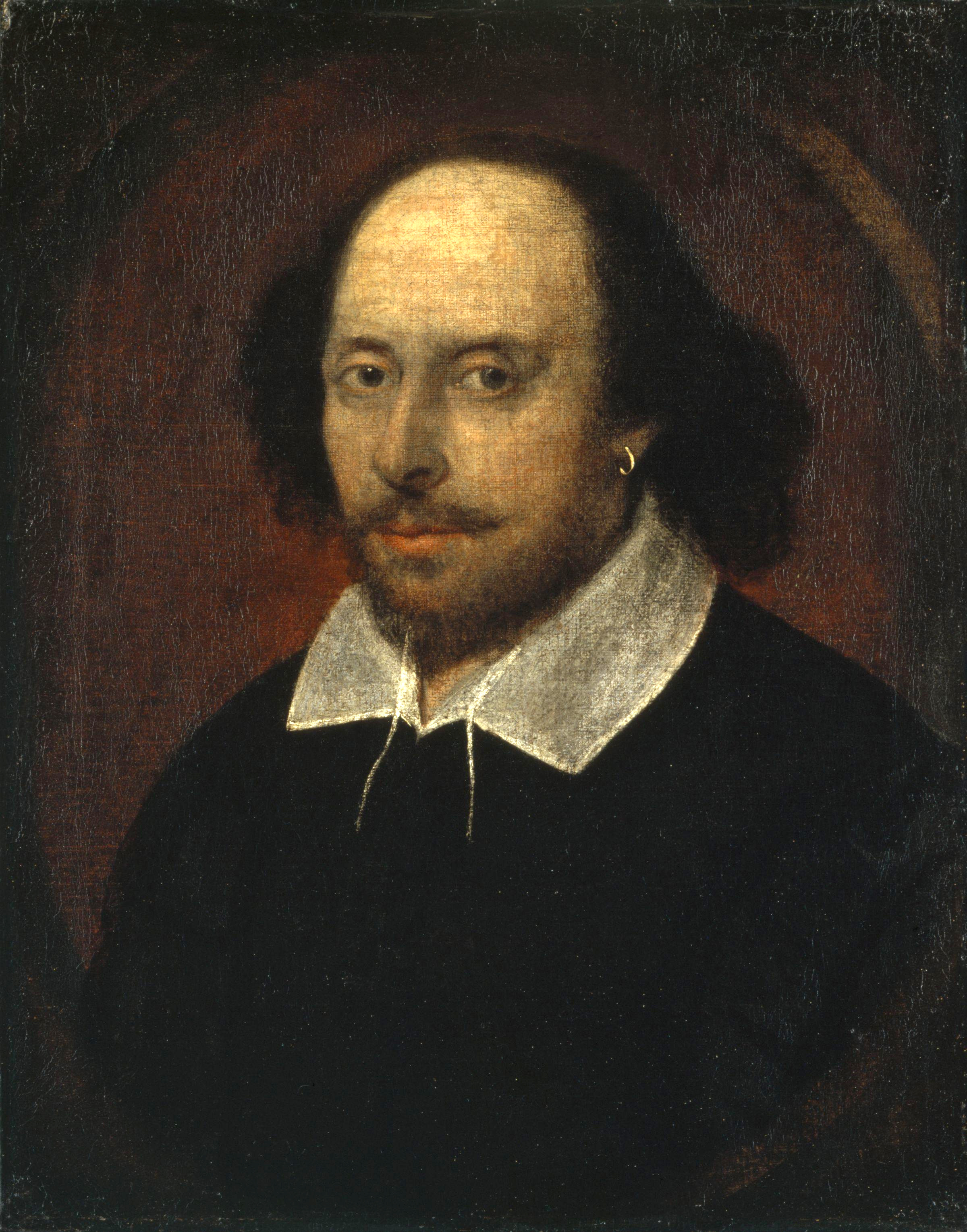
William Shakespeare

- Teresa of Ávila
- Ludovico Ariosto
- Luís de Camões
- Baldassare Castiglione
- Miguel de Cervantes
- John of the Cross
- John Donne
- Ben Jonson
- Luis de León
- Christopher Marlowe
- François Rabelais
- Fernando de Rojas
- Lope de Rueda
- Pierre de Ronsard
- Garcilaso de la Vega
- Gil Vicente
- William Shakespeare
- Dante Alighieri

## Triết gia

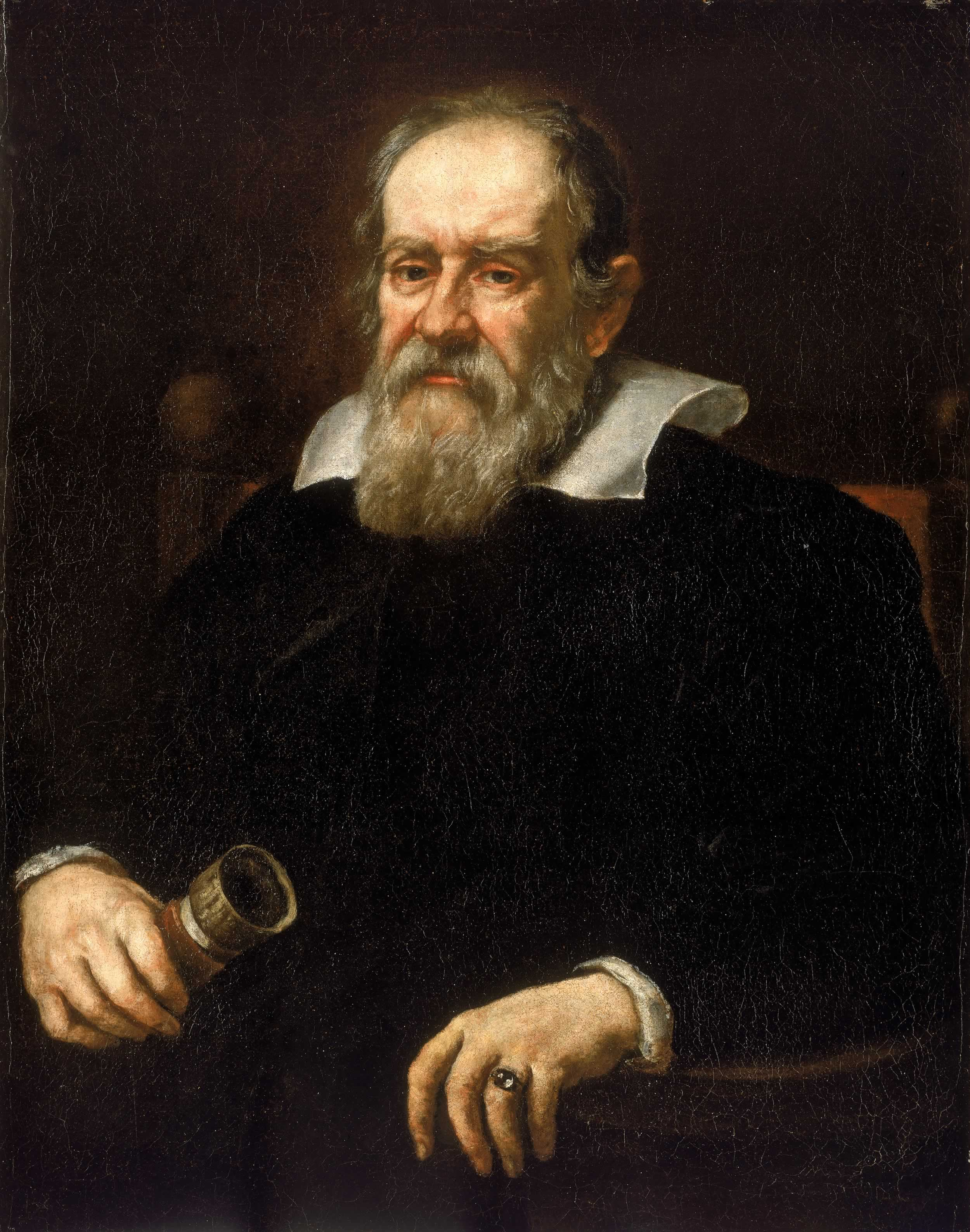
Galileo Galilei

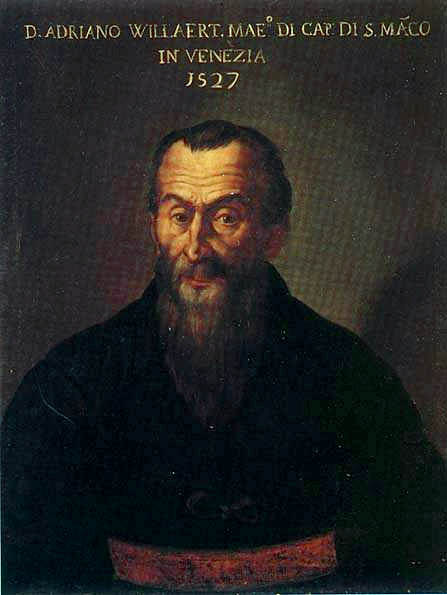
Adrian Willaert.

- Martín de Azpilcueta
- Francis Bacon
- Giordano Bruno
- Nicolaus Copernicus
- Nicholas of Cusa
- Cornelis Drebbel
- Desiderius Erasmus
- Marsilio Ficino
- Pietro Pomponazzi
- Francesco Guicciardini
- Niccolò Machiavelli
- Pico della Mirandola
- Michel de Montaigne
- Thomas More
- Robert Boyle
- Francisco Suárez
- Leonardo Da Vinci
- Francisco de Vitoria

## Nhà soạn nhạc
- Juan de Anchieta
- Gilles Binchois
- William Byrd
- Antonio de Cabezón
- Josquin Des Prez
- John Dowland
- Guillaume Dufay
- Vincenzo Galilei
- Heinrich Isaac
- Orlandus Lassus
- Claudio Monteverdi
- Cristóbal de Morales
- Jean Mouton
- Johannes Ockeghem
- Jacopo Peri
- Giovanni Pierluigi da Palestrina
- Thomas Tallis
- Tomás Luis de Victoria
- Adrian Willaert
- Carlo Gesualdo

## Vũ công
- Domenico da Piacenza
- Fabritio Caroso
- Thoinot Arbeau
- Cesare Negri

## Nhà hàng hải và thám hiểm

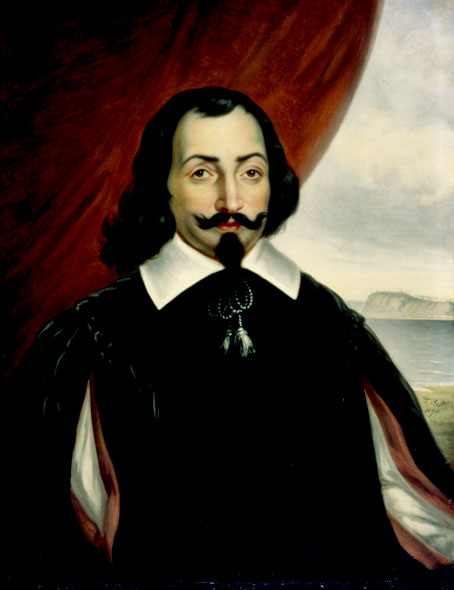
Samuel de Champlain.

- John Cabot
- Jacques Cartier
- Samuel de Champlain
- Christopher Columbus
- Hernán Cortés
- Bartolomeu Dias
- Francis Drake
- Juan Sebastián Elcano
- Vasco da Gama
- Ferdinand Magellan
- Francisco Pizarro
- Walter Raleigh
- Willem Janszoon
- Gerardus Mercator
- Amerigo Vespucci